# ويسلي رامي
ويسلي رامي (بالإنجليزية: Wesley Ramey)‏ مواليد 17 سبتمبر 1909 في بلدة إفارت - الوفاة 10 مارس 1997، كان ملاكم محترف أمريكي صنّف ضمن فئة الوزن الخفيف. دخل قاعة مشاهير الملاكمة الدولية.

## إحصائيات
خاض خلال مسيرته 194 نزالا، فاز في 152 وتعادل في 14 وخسر في 28. فاز بالضربة القاضية في 11 نزالا.

## روابط خارجية
- ويسلي رامي على موقع بوكس ريك (الإنجليزية) (registration required)